# Parabyrsopolis chihuahuae
Parabyrsopolis chihuahuae är en skalbaggsart som beskrevs av Bates 1888. Parabyrsopolis chihuahuae ingår i släktet Parabyrsopolis och familjen Rutelidae. Inga underarter finns listade i Catalogue of Life.

## Bildgalleri

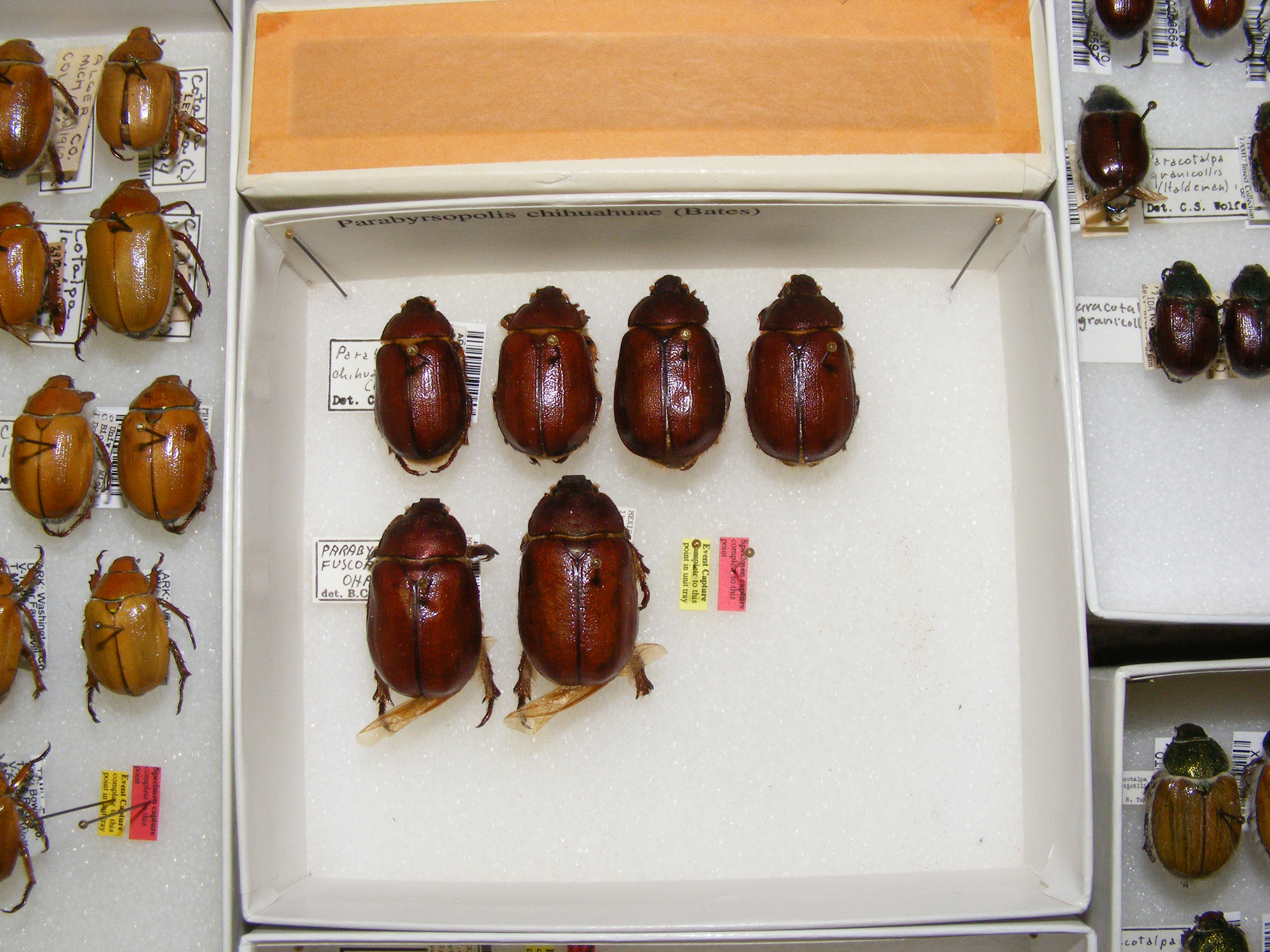